# Saida Palou
Saida Palou i Rubio és Doctora en Antropologia Social i Cultural per la Universitat de Barcelona (2011), amb una tesi doctoral que analitza el procés de construcció turística de Barcelona assumit per les institucions de promoció pública des de principi del segle XX fins a l'actualitat: Barcelona, destinació turística. Promoció pública, turismes, imatges i ciutat (1888 – 2010). Premi Ciutat de Barcelona d'Història – Agustí Duran i Sanpere 2011 per aquesta tesi doctoral, atorgat unànimement pel jurat compost per Albert Garcia Espuche, Joaquim Albareda, Carme Molinero, Ricard Vinyes i José Enrique Ruiz Domènec. Des de 2010 és professora associada a la Facultat de Turisme i Comunicació de la Universitat de Girona, impartint docència al Grau en Turisme i al Màster en Turisme Cultural, i col·laborant en la docència d'altres estudis de la pròpia Facultat i d'altres.
Tècnica de l'Oficina del Pla Estratègic de Turisme de la Ciutat de Barcelona durant el bienni 2008-2010, un procés de reflexió sobre el turisme i la ciutat impulsat per l'Ajuntament de Barcelona i per Turisme de Barcelona.
Autora d'articles i capítols sobre turisme, antropologia i història local, ha publicat recentment el llibre Barcelona, destinació turística. Un segle d'imatges i promoció pública, Edicions Vitel·la (Bellcaire d'Empordà).